# Philippe Lénaël
Philippe Lénaël, né le 1er mai 1943 à Bouin en Vendée et mort à Nantes le 18 septembre 2002, est un metteur en scène de théâtre et d'opéra français. Il est à ce jour le spécialiste qui a travaillé de la façon la plus aboutie sur la gestuelle baroque dans le monde.

## Biographie
Après des études au Conservatoire national supérieur d'art dramatique et une courte carrière d'acteur, Philippe Lénaël se tourne dès 1968 vers la mise en scène et l'enseignement de l'art de l'acteur en créant le Théâtre-École avec Alexandre Karrel au Studio des Champs-Élysées à Paris.
En 1975, il fonde et dirige le Studio-Théâtre à Nantes. Sa rencontre avec William Christie et Dean Barnett (professeur australien, spécialiste de la gestuelle baroque, discipline alors toute nouvelle), oriente ses activités artistiques et théâtrales vers le style baroque.
En 1978, il crée et dirige jusqu'en 1984 le Théâtre du Nombre d'Or où seront mises en scène un grand nombre d'œuvres dramatiques classiques, dont notamment Arlequin poli par l'amour de Marivaux, qui sera retransmis par FR3 en direct du festival de Saintes, ainsi que La Double Inconstance du même auteur, Andromaque de Jean Racine, Les Fourberies de Scapin, ou encore L'Impromptu de Versailles de Molière.
Dès avant 1983, il oriente sa carrière vers l'opéra. Cette année-là, il met en scène Zoroastre de Jean-Philippe Rameau, présenté au Festival de Boston sous la direction musicale de Martin Paerlman, et Pygmalion de Rameau, coproduction IMDA - Festival de Saintes, sous la direction musicale de Philippe Herreweghe, dans de merveilleux décors et costumes de Thierry Bosquet. Pygmalion sera représenté dans plusieurs villes de France et choisi par le gouvernement français pour célébrer l'anniversaire de ce grand compositeur au château de Versailles : TF1 fera la retransmission de cet opéra.
En 1985, il fonde le Printemps des Arts à Nantes, festival annuel de musique baroque ; ce qui ne l'empêche pas de continuer de mettre en scène des opéras qui remportent d'importants succès : Scylla et Glaucus de Jean-Marie Leclair, dirigé par John Eliot Gardiner, présenté à Lyon en 1986, et qui remportera le Prix Claude Rostand (prix de la critique pour le meilleur spectacle lyrique de l'année ). En 1988 il met en scène Les Plaisirs de Versailles H.480 de Marc-Antoine Charpentier à l'Opéra royal de Versailles. En 1990, il crée L'infedeltà delusa de Joseph Haydn, avec l'orchestre La Petite Bande dirigé par Sigiswald Kuijken, pour l'Opéra d'Anvers.
En 1993, Philippe Lenaël met en scène des œuvres aussi différentes que les mélodrames de Jiří Benda, Ariane à Naxos et Médée, créés au Printemps des arts de Monte-Carlo sous la direction musicale de Christophe Rousset ; des cantates de Campra, dans le cadre des Journées Campra organisées par le Centre de musique baroque de Versailles ; un opéra d'Antonio Caldara, I disigannati sous la direction de S. Kuijken, avec lequel il a remporté un éclatant succès dans le cadre du Festival d'Innsbrück.
Poursuivant sa carrière de metteur en scène, il présente en 1994, un spectacle sur des cantates de Rameau, Autour d'Orphée, dans le cadre des Journées Rameau organisées par le Centre de musique baroque de Versailles, et réalise la mise en scène d’Atys travesty, une parodie d’Atys de Lully, avec Les Menus Plaisirs de Bruxelles, compagnie de marionnettes baroques.
Philippe Lenaël crée également Baroques Atlantiques, structure de création d'opéras, de ballets, de comédies-ballets des XVIIe et XVIIIe siècles. Dans ce cadre, en étroite collaboration avec Iákovos Pappás, il crée en 1997 Zémire et Azor d'André Grétry, en 1998 L'Île des fous d'Egidio Duni, en 1999 Chanson cour chanson jardin (spectacle lyrique).
En 2001, Rameau en clair obscur, spectacle imaginé d'après la tragédie lyrique Hippolyte et Aricie de Jean-Philippe Rameau.
Durant les années 1996-1997 il a également dirigé, aux côtés de Rachel Yakar, le Studio baroque de Versailles.
Il meurt à 59 ans, des suites d'un accident vasculaire cérébral, dans la nuit du mercredi 18 au jeudi 19 septembre 2002, vers 23h.